# Пехотка (Тамбов)
Пехо́тка — микрорайон в южной части Тамбова.
Название происходит от слова пехота: в данном районе располагалось пехотное училище, в данный момент на части территории расположено несколько войсковых частей Тамбовского гарнизона. Территория с севера, с запада и с востока ограничивается железной дорогой, с юга прудами Бокинского рыбхоза. Иногда к Пехотке относят также микрорайон хладокомбината.

## Объекты микрорайона
- ОАО Хлебная база 53
- Тамбовский хладокомбинат
- Пожарная часть № 2
- Железнодорожная станция Цна
- Центральная инженерная база № 2048
- Нефтебаза ООО «Тамбов-Терминал» (ОАО НК «Роснефть»)
- В/ч 32217
- В/ч 52424
- В/ч 21992
- ГСК «Звезда»

## Места отдыха
- Ахлебиновская роща

## Образовательные учреждения
- Детский сад № 32 «Ромашка»
- Детский сад № 60 «Заинька»
- Школа № 30 (корпус № 1 ул. Астраханская 159, корпус № 2 ул. Сергея Лазо 18)

## Транспорт
Микрорайон хладокомбината:
Маршрутные такси:
- 19 — ул. Клубная — Ж/д вокзал
- 61 — ул. клубная — ул. Чичерина

Микрорайон Пехотка (основная часть):
Автобусы:
- 23 — Посёлок Строитель — Улица Чичерина
- 33с — Посёлок Строитель — Полынковское кладбище
- 50 — МЖК — Улица Магистральная
- 51м — МЖК — Улица Сенько (Через стадион Динамо)
- 55 — МЖК — Улица Чичерина
- 70 — МЖК — Пигмент
- 101 (летний) — Магистральная улица — Котовские дачи
- 143 — Кузьмино-Гать — Центральный рынок
- 143б — Посёлок Новый — Центральный рынок
- 144п — д. Перикса — Аэропорт
- 151 — Посёлок Строитель — деревня Красненькая
- 151а — Посёлок Строитель — Аэропорт

Троллейбусы:
- 8м — МЖК — ТЭЦ (временно отменён осенью 2020 года)
- 17 — МЖК  — Стадион "Динамо" (объединён с маршрутом 8м в 2008 году)
- 20 — МЖК — Ж/д Вокзал (закрыт в 2020 году)
- 70 — МЖК  — ОАО "Пигмент" (закрыт в 2020 году)

Маршрутные такси:
- 54а — МЖК — Ж/д Вокзал
- 54с — МЖК — Улица Чичерина
- 121 — д. Перикса — Центральный рынок
- 143 — д. Лужки — Центральный рынок
- 143б — Посёлок Новый — Центральный рынок